# Hildegarde Howard

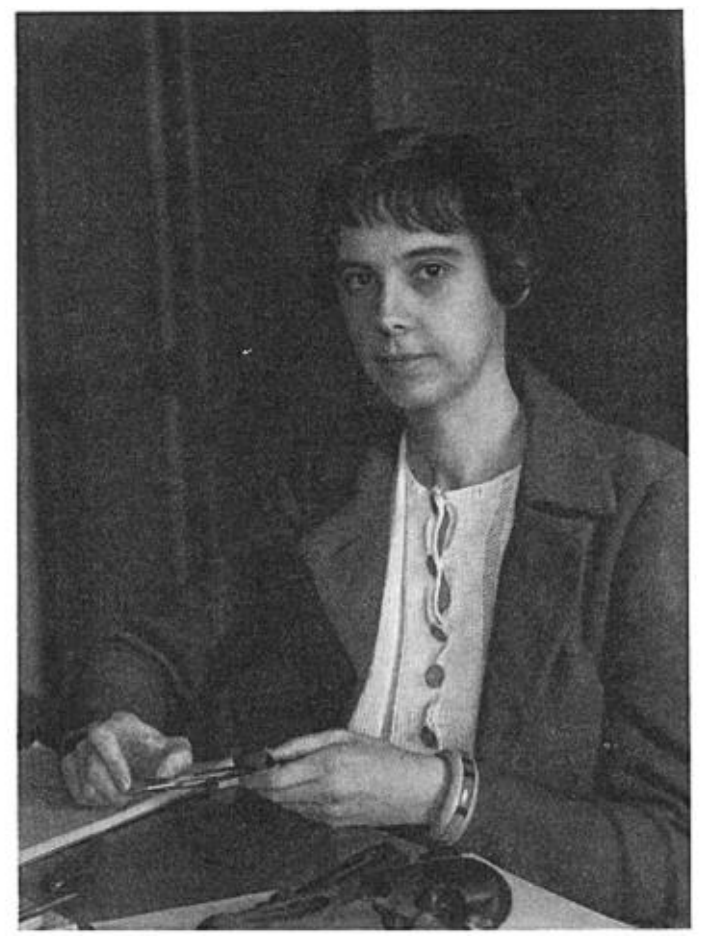
Hildegarde Howard

Hildegarde Howard (* 3. April 1901 in Washington, D.C.; † 28. Februar 1998 in Laguna Hills) war eine US-amerikanische  Paläornithologin. Sie ist für die Erforschung fossiler Vögel aus den Teergruben von La Brea bekannt.

## Leben
Howard zog 1906 mit ihren Eltern nach Los Angeles, wo ihr Vater Drehbuchschreiber war und ihre Mutter Musikerin und Komponistin. Ab 1920 studierte sie Biologie und Paläontologie an der University of California, Los Angeles (UCLA) und an der University of California, Berkeley mit dem Bachelor-Abschluss 1924. Schon während des Studiums arbeitete sie für Chester Stock an den Teergruben von La Brea. Unter Loye Miller von der UCLA forschte sie über den fossilen Truthahn Paraparvo aus La Brea. 1926 erhielt sie den Master-Abschluss in Berkeley und 1928 wurde sie promoviert (The Avifauna of Emoryville Shellmound). Danach war sie fest am Natural Museum of Los Angeles County als Kurator angestellt.
Aus den sehr reichhaltigen Funden von Vogelfossilien in La Brea untersuchte sie neben Truthähnen unter anderem Adler, Geier, einen Wald-Ibis, Eulen und Geierfalken. Sie untersuchte auch Vogelfossilien aus der Green-River-Formation in Oregon (Fossil Lake), aus Höhlen in Nevada und Mexiko und aus marinen Ablagerungen der Channel Islands in Kalifornien und Seevögel aus dem Tertiär von Südkalifornien (wie den Alk Mancalla aus dem Miozän).
1930 heiratete sie den Paläontologen Anson Wylde (gestorben 1984), der auch an den La Brea Fossilien arbeitete und ihrer Ausstellung am National Museum of Los Angeles County. 1961 ging sie offiziell in den Ruhestand, blieb aber weiter wissenschaftlich aktiv bis in die 1990er Jahre.
1957 beschrieb sie den ersten Pseudozahnvogel aus Nordamerika (Osteodontornis), Seevögel aus dem Miozän mit den größten Flügelspannweiten, die jemals bei Vögeln gefunden wurden (bei Osteodontornis 14 bis 16 Fuß). Das Exemplar ist im Santa Barbara Museum of Natural History ausgestellt.
1973 wurde sie Ehrenmitglied der Society of Vertebrate Paleontology und 1953 erhielt sie die William-Brewster-Medaille. 1962 war sie Guggenheim Fellow.
Sie war als erste Frau Präsidentin der Southern California Academy of Sciences.

## Schriften
- The avifauna of Emoryville shellmound. University of California Publications in Zoology, Band 32, 1929, Nr. 2, 301–394.
- A gigantic "toothed" marine bird from the Miocene of California. Bulletin No. 1, Department of Geology, Santa Barbara Museum of Natural History, 1957
- Fossil Birds. Science Series No. 17, Natural History Museum of Los Angeles County, 1962
- A review of the extinct avian genus Mancalla. Contributions in Science, Natural History Museum of Los Angeles County, No. 203, 1970